# Tom (serial animowany)
Tom – serial animowany produkcji hiszpańskiej z 2004 roku. Serial opowiada przygody dinozaura Toma i jego przyjaciół, z którymi podróżuje po historycznych miejscach. Na drodze przyjaciół stają Panna Hadż, Gwidon i Pan Carter, którzy chcą porwać Toma. Serial emituje TVP1 w godzinach porannych, wcześniej emitowała go także Dwójka. Serial liczy 39 odcinków.

## Obsada
(oryginalna wersja hiszpańska)

Wystąpili:
- Pablo Adan - Tom
- Miguel Angel Montero - Gwidon
- Carlos Del Pino - Rupert
- Juan Antonio Soler - Tip
- Belen Rodriguez - Wanda
- Mayte Torres - Panna Hatch
- Miguel Zuniga - Carter
- Ana Isabel Hernando - Pani Hamilton
- Juan Perucho - Alfonso
- Jesus Maniega - Joaquin'
- Fernando Hernandez - Montgomery
- Juan Antonio Garcia Sainz De La Maza - Jordy
- Jorge Saudinos - Carles
- Jesus Alberto Pinillos - Bliźniak #1'
- Javier Balas - Bliźniak #2
- Inmaculada Gallego - Nina
- Araceli Hurtado - Reina
- Juan Logar Jr. - Ankutino
- Miguel Ayones - Red
- Aparicio Rivero - Aspirine
- Francisco Javier Martinez - Obrero
- Alfredo Martinez - Szofer
- Salvador Serrano - Policjant
- Jorge Teixeira - Mężczyzna #1
- Ines Blazquez - Nino
- Chema Lara - Riphoff
- Roberto Cuenca Martinez - Payaso
- Miguel Angel Garzon - Mężczyzna #3
- Rais David Bascones - Jhon
- Maria Del Mar Jorcano - Petrofva
- Pedro Tena - Equilibrista
- Mercedes Cepeda - Pani
- Begona Hernando - Helga
- Andrea Mengod - Kobieta #1
- Inmaculada Gallego - Nino

i inni.

## Wersja polska
Opracowanie: TVP AGENCJA FILMOWA

Reżyseria: Andrzej Bogusz

Tłumaczenie: Wiesława Sujkowska, Anna Przybył-Kijas

Dialogi: Dorota Dziadkiewicz

Montaż i dźwięk: Jakub Milencki

Kierownik produkcji: Monika Wojtysiak

Teksty piosenek: Wiesława Sujkowska

Opracowanie muzyczne: Eugeniusz Majchrzak

Śpiewali: Grzegorz Kucias i Stefan Każuro

Wystąpili:
- Stefan Knothe – Tom
- Grzegorz Wons – Carter
- Ewa Złotowska – Pani Hamilton
- Agnieszka Kunikowska – Wanda
- Krzysztof Strużycki
- Iwona Rulewicz
- Leszek Zduń
- Zygmunt Sierakowski

i inni

## Spis odcinków
| N/o            | Polski tytuł             | Angielski tytuł      |
| -------------- | ------------------------ | -------------------- |
|                |                          |                      |
| SERIA PIERWSZA |                          |                      |
|                |                          |                      |
| 01             | Tom w Nowym Jorku        | Tom in New York      |
|                |                          |                      |
| 02             | Tom w Londynie           | Tom in London        |
|                |                          |                      |
| 03             | Tom w krajach arabskich  | Tom in Arabia        |
|                |                          |                      |
| 04             | Tom w Amsterdamie        | Tom in Amsterdam     |
|                |                          |                      |
| 05             | Tom w Rio                | Tom in Rio           |
|                |                          |                      |
| 06             | Tom w Paryżu             | Tom in Paris         |
|                |                          |                      |
| 07             | Tom w Szkocji            | Tom in Scotland      |
|                |                          |                      |
| 08             | Tom w Hollywood          | Tom in Hollywood     |
|                |                          |                      |
| 09             | Tom na Tahiti            | Tom in Thaiti        |
|                |                          |                      |
| 10             | Tom w Amazonii           | Tom in Amazonia      |
|                |                          |                      |
| 11             | Tom w Kenii              | Tom in Kenia         |
|                |                          |                      |
| 12             | Tom w Barcelonie         | Tom in Barcelona     |
|                |                          |                      |
| 13             | Tom w Instambule         | Tom in Istambul      |
|                |                          |                      |
| 14             | Tom w Moskwie            | Tom in Moscow        |
|                |                          |                      |
| 15             | Tom w Wenecji            | Tom in Venezian      |
|                |                          |                      |
| 16             | Tom w Egipcie            | Tom in Egypt         |
|                |                          |                      |
| 17             | Tom w Południowej Afryce | Tom in South Africa  |
|                |                          |                      |
| 18             | Tom w Machu Picchu       | Tom in Machu Picchu  |
|                |                          |                      |
| 19             | Tom w Japonii            | Tom in Japan         |
|                |                          |                      |
| 20             | Tom na Karaibach         | Tom in Caraibian     |
|                |                          |                      |
| 21             | Tom w Australii          | Tom in Australia     |
|                |                          |                      |
| 22             | Tom w Niemczech          | Tom in Germany       |
|                |                          |                      |
| 23             | Tom w Himalajach         | Tom in the Himalayas |
|                |                          |                      |
| 24             | Tom w Grecji             | Tom in Grece         |
|                |                          |                      |
| 25             | Tom w Las Vegas          | Tom in Las Vegas     |
|                |                          |                      |
| 26             | Tom w Indiach            | Tom in India         |
|                |                          |                      |